# 曼基夫卡 (比洛庫拉基內市鎮)
49°35′32″N 38°24′16″E / 49.59222°N 38.40444°E
曼基夫卡（烏克蘭語：Маньківка）是位於烏克蘭東部的村莊，由盧甘斯克州斯瓦托韋區的比洛庫拉基內市鎮負責管轄。該村始建於1934年，面積1.39平方公里，海拔高度139米，2001年人口151，人口密度每平方公里105.1人。